# Art & Technology
Art & Technology (også kendt som Oplevelsesteknologi) er en engelsksproget bacheloruddannelse på Aalborg Universitet. Uddannelsen i Art & Technology handler om samspillet mellem kunst og teknologi. Dette samspil på uddannelsen sker gennem en kombination af forskellige fagområder, som f.eks teknologi, medier, æstetik,  kunst og design. Uddannelsen er også speciel i forhold til at den kombinerer både værkstedsarbejde og teoretiske kurser med hinanden og derved får både metodiske og praktiske kompetencer ind i projektarbejdet i forhold til at frembringe skabende processer. På uddannelsen bliver de studerende ofte undervist i, at arbejde kunstnerisk og skabende ved, at designe og skabe forskellige design installationer og events på et tværfagligt sammenhæng med andre relevante partner heriblandt kunstner, designer og mediefolk. I disse design installationer og events indgår diverse elementer f.eks. forskellige typer materialer, lys, billeder, lyd samt forskellige fysiske design og medier for at skabe kunstneriske oplevelsesprodukter og oplevelser for diverse brugere. 